# Cristiano Marques Gomes
Cristiano Marques Gomes, más conocido como Cris (Guarulhos, São Paulo, Brasil, 3 de junio de 1977), es un exfutbolista brasileño. Jugaba de defensa y su último club fue Vasco Da Gama.

## Selección nacional
Ha sido internacional con la Selección nacional de fútbol de Brasil, ha jugado 16 partidos internacionales y ha anotado 1 gol.

### Participaciones en Copas del Mundo
| Mundial                        | Sede     | Resultado   |
| ------------------------------ | -------- | ----------- |
| Copa Mundial de Fútbol de 2006 | Alemania | 4° de final |

### Participaciones en torneos internacionales
| Torneo            | Sede     | Resultado   |
| ----------------- | -------- | ----------- |
| Copa América 2001 | Colombia | 4° de final |
| Copa América 2004 | Perú     | Campeón     |

## Clubes
| Club             | País     | Año       |
| ---------------- | -------- | --------- |
| Corinthians      | Brasil   | 1995-1998 |
| Cruzeiro EC      | Brasil   | 1999-2002 |
| Bayer Leverkusen | Alemania | 2002-2003 |
| Cruzeiro EC      | Brasil   | 2003-2004 |
| Olympique Lyon   | Francia  | 2004-2012 |
| Galatasaray      | Turquía  | 2012      |
| Grêmio           | Brasil   | 2013      |
| CR Vasco da Gama | Brasil   | 2013-2014 |

## Palmarés

### Campeonatos Regionales
| Título              | Club        | Estado    | Año  |
| ------------------- | ----------- | --------- | ---- |
| Campeonato Paulista | Corinthians | São Paulo | 1995 |
| Campeonato Paulista | Corinthians | São Paulo | 1997 |
| Campeonato Mineiro  | Cruzeiro EC | São Paulo | 2004 |

### Campeonatos nacionales
| Título               | Club           | País    | Año  |
| -------------------- | -------------- | ------- | ---- |
| Copa de Brasil       | Corinthians    | Brasil  | 1995 |
| Série A              | Corinthians    | Brasil  | 1998 |
| Copa de Brasil       | Cruzeiro EC    | Brasil  | 2000 |
| Série A              | Cruzeiro EC    | Brasil  | 2003 |
| Ligue 1              | Olympique Lyon | Francia | 2005 |
| Supercopa de Francia | Olympique Lyon | Francia | 2005 |
| Ligue 1              | Olympique Lyon | Francia | 2006 |
| Supercopa de Francia | Olympique Lyon | Francia | 2006 |
| Ligue 1              | Olympique Lyon | Francia | 2007 |
| Ligue 1              | Olympique Lyon | Francia | 2008 |
| Supercopa de Francia | Olympique Lyon | Francia | 2012 |

### Copas internacionales
| Título       | Equipo | País | Año  |
| ------------ | ------ | ---- | ---- |
| Copa América | Brasil | Perú | 2004 |